# Dommartin (Ain)
Dommartin is een plaats en voormalige gemeente in het Franse departement Ain in de regio Auvergne-Rhône-Alpes en telt 600 inwoners (1999). De oppervlakte bedraagt 17,3 km², de bevolkingsdichtheid is 34,7 inwoners per km².

## Geschiedenis
De gemeente maakte deel uit van het kanton Bâgé-le-Châtel tot dat op 22 maart 2015 werd opgeheven en Dommartin werd opgenomen in het op die dag gevormde kanton Replonges. Op 1 januari 2018 fuseerde Dommartin met Bâgé-la-Ville tot de commune nouvelle Bâgé-Dommartin.

## Demografie
Onderstaande figuur toont het verloop van het inwoneraantal van Dommartin vanaf 1962.
Vanwege een beveiligingsprobleem met de MediaWiki Graph-software is het momenteel niet mogelijk deze grafiek weer te geven. Zodra de software is bijgewerkt zal de grafiek vanzelf weer zichtbaar worden.